# Łukasz Lańczyk
Łukasz "Lanietz" Lańczyk (ur. 2 maja 1984 w Skarżysku-Kamiennej) – polski wokalista, gitarzysta, autor tekstów i piosenek, a także lekkoatleta, sprinter. Założyciel zespołu rockowego Lorein, w którym pełni rolę frontmana oraz nauczyciel wychowania fizycznego w liceum. Od maja 2018 roku do 2019 roku był gościnnie wokalistą i gitarzystą zespołu Myslovitz.
W barwach AZS-AWF Kraków zdobył złoty medal mistrzostw Polski w sztafecie 4 x 400 metrów w 2004.

## Rekordy życiowe
- bieg na 300 metrów – 35,06 (2004)
- bieg na 400 metrów – 48,69 (2007)